# 유나이티드 익스프레스

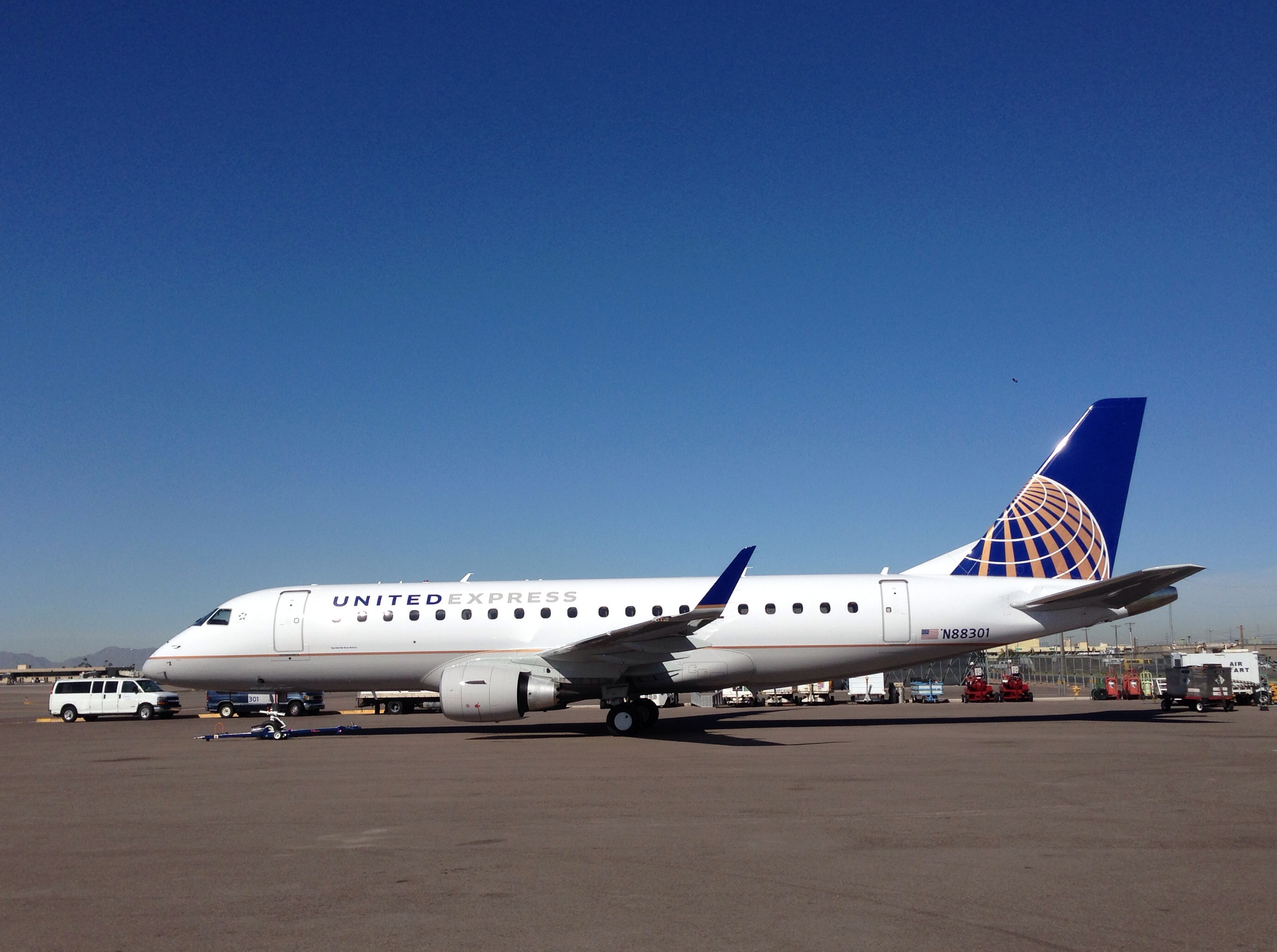
유나이티드 익스프레스 소속 엠브라에르 E-175 항공기

유나이티드 익스프레스(영어: United Express)는 1985년에 설립된 유나이티드 항공의 자회사로 유나이티드 항공의 허브 공항과 미국과 캐나다의 소규모 도시를 운항하며 유나이티드 항공과 계약에 따라 자회사 제품에 유나이티드 항공의 도장을 적용하며 유나이티드 항공의 편명을 사용하여 운항하고 있다. 또한 장비만 아니라 조종사와 승무원 등을 회사가 제공하고 있다. 또한 테드 항공과 마찬가지로 스타 얼라이언스의 각종 서비스를 받을 수 있다. 현재 292대의 항공기와 11개의 지역 항공사를 보유하고 있으며 2011년 11월 30일 미국의 항공사 업계 4위 기업인 콘티넨탈 항공과 합병되면서 같은 지역 항공사인 콘티넨탈 커넥션과 콘티넨탈 익스프레스를 합병 하면서 규모를 늘렸다.

## 회원사
- 케이프 항공
- 셔토쿼 항공
- 콜간 항공
- 커뮤터 에어
- 익스프레스 잭 항공
- 고우 잭 항공
- 메사 항공
- 셔틀 아메리카
- 실버 항공
- 스카이웨스트 항공
- 트랜스 유나이티드 항공